# Кайлін Браун
Кайлін Браун (англ. Kaylin Brown, нар. 31 грудня 2004) — американська легкоатлетка, яка спеціалізується у бігу на короткі дистанції.

## Спортивні досягнення
Олімпійська чемпіонка з естафетного бігу 4×400 метрів серед жінок (2024).
Срібна олімпійська призерка зі змішаного естафетного бігу 4×400 метрів (2024).
Чемпіонка світу серед юніорів зі змішаного естафетного бігу 4×400 метрів (2022; виступала в забігу).
Рекордсменка світу зі змішаного естафетного бігу 4×400 метрів (3.07,41; 2024).

## Відео
- Попередній забіг зі змішаного естафетного бігу 4×400 метрів на Олімпіаді-2024, в якому був встановлений світовий рекорд за участі Кайлін Браун на YouTube
- Фінальний забіг зі змішаного естафетного бігу 4×400 метрів на Олімпіаді-2024 на YouTube